# 女の家庭
『女の家庭』（おんなのかてい）は、1978年2月8日から同年5月17日までフジテレビの『平岩弓枝ドラマシリーズ』枠で放送されていたテレビドラマである。全15話。放送時間は毎週水曜 21:00 - 21:54 （日本標準時）。

## 概要
「嫁と姑の相克のうちに崩れていく過程と女の幸せのもろさ」を本作のテーマとしている。
本作でも、前作『女の河』に続いて海外ロケ（バンクーバー）を行っている。
本作について、作者の平岩弓枝は次のように述べている。

## キャスト
- 木村永子：山本陽子
- 佐竹（パーサー）：児玉清
- 木村邦夫：山口崇
- 木村勝江（邦夫の母）：鈴木光枝
- 木村保子（邦夫の妹）：真木洋子
- 木村綾子（邦夫の娘）：中嶋朋子
- 邦夫の末の妹・比呂子：新藤恵美
- 佐竹公子（別居中の佐竹の妻）：三好美智子
- 佐竹みち子（佐竹の娘）：中嶋香葉子
- 吉村志津（行一の秘書）：結城美栄子
- 吉村千春（志津の妹）：西川まさ子
- 比呂子の夫・行一：三木敏彦
- 新田恭子（邦夫の元秘書）：范文雀
- 百合：松丸登志乃
- 葦原邦子
- 岡本信人
- 夏川静枝
- 吉井武敏：小沢広治
銀座の輸入布地専門店の息子。
- 邦夫の部下・アンリ：エリック・ガンター
- 永子の兄・重治：大村崑
京風料理店のマスターを務めている。

## スタッフ
- 原作：平岩弓枝（『女の家庭』）[2]
- 脚本：平岩弓枝[2]
- 演出：澤井謙爾（第1-5話、9話、14-15話）、関口保幸（第6-8話、10-13話）[2]
- プロデューサー：大野木直之[2]
- 音楽：森山良子[2]
- 制作協力：フジプロダクション[2]
- 制作：フジテレビ[2]

## 主題歌
「遅れぎみの砂時計」
作詞：山川啓介 / 編曲：前田憲男 / 作曲・歌：森山良子